# 7 × 65 mm R
7 × 65 mm R, auch bekannt als 7 × 65 mm R Brenneke, ist eine Büchsenpatrone, die ursprünglich zur jagdlichen Verwendung entwickelt wurde. Bei einem Geschossdurchmesser von 7,25 mm hat sie eine Hülsenlänge von 65 mm.

## Entwicklung und Technik
Die 7 × 65 mm R wurde von dem bekannten Leipziger Waffen- und Munitionshersteller Wilhelm Brenneke zusammen mit der 7 × 64 mm neu entwickelt und 1917 erstmals vorgestellt. Sie stellt die Randversion der 7 × 64 mm zum Einsatz in Kipplaufwaffen, wie beispielsweise Büchsflinten und Drillingen, dar. Der Unterschied in der Länge liegt im Hülsenhals, wodurch der Pulverraum fast ebenso groß ist wie bei der 7 × 64 mm. Mit der 7 × 65 mm R kann – ein passendes Geschoss vorausgesetzt – jedes in Europa vorkommende Wild bejagt werden. Sie ist in Deutschland weit verbreitet.